# Luca Cordero di Montezemolo
Luca Cordero di Montezemolo (Bolonha, 31 de agosto de 1947) é um empresário industrial italiano. Foi presidente da Ferrari.
Presidente da Ferrari (desde 1991) e da Maserati (desde 1997), presidente da FIAT (desde 2004), da Feira Internacional de Bolonha e da Luiss (Livre Universidade Internacional de Estudos Sociais de Roma) e conselheiro do periódico La Stampa de Turim, entre outros cargos.
Em 27 de maio de 2004 foi nomeado presidente da Confindustria, organização patronal italiana (semelhante à FIESP, por exemplo) cargo que exerceu até 20 de maio de 2008 .
O Financial Times apontou Montezemolo como um dos cinquenta melhores manager do mundo em 2004.

## Biografia
Nascido em Bolonha, Montezemolo estudou na Universidade La Sapienza de Roma e se formou em direito no ano de 1971. Enquanto completava os estudos, ele chegou a pilotar por algum tempo para a famosa Equipe particular Lancia de rali conhecida como HF Squadra Corse. Encerrada sua vida acadêmica, ele entrou para o conglomerado empresarial fabricante de automóveis, FIAT sediado em Turim, norte da Itália. Contudo, em 1973 a FIAT o transferiu para a Ferrari, aonde ele imediatamente se tornou assistente do fundador Enzo Ferrari, "o Comendador" e em 1974 se tornou chefe da equipe de Formula 1, a Scuderia Ferrari. Em 1975, Montezemolo foi promovido a diretor de todas as atividades esportivas da FIAT e, em 1977, se tornou diretor-senior da empresa italiana.
Nos anos 80, Luca de Montezemolo ocupou diferentes cargos na gigante de automóveis, como diretor da companhia de bebidas Cinzano e diretor da companhia de publicações Itedi. Em 1982, ele coordenou a participação do yacht Azzurra na America's Cup, campeonato de regatas, foi o primeiro yacht italiano a participar do evento. Em 1985, ele foi presidente do comitê organizador da Copa do Mundo de Futebol de 1990 na Itália.
Em novembro de 1991, o presidente da FIAT Gianni Agnelli nomeou Luca di Montezemolo. Após tomar posse, Montezemolo afirmou ter como principal objetivo conquistar mais uma vez a Formula 1. Rapidamente foram feitas várias mudanças na equipe italiana, contratando Niki Lauda - então aposentado - como consultor, além de promover Claudio Lombardi a diretor de equipe. Mas foi em 1996 que ele fez mudanças que entraram para história da Formula 1.
A Ferrari contratou o bicampeão do mundo Michael Schumacher por um salário astronômico - média $30 milhões por ano. Schumacher veio com os principais colaboradores de seu sucesso na Benneton, o diretor técnico Ross Brawn e o projetista Rory Byrne. Eles se juntaram ao diretor de equipe Jean Todt, e basicamente reconstruíram a Scuderia.
Montezemolo também acumulou a presidência da Maserati quando a Ferrari a comprou em 1997, até 2005.
Na gestão de Luca di Montezemolo, a Ferrari Formula 1 venceu Mundial de Pilotos em 2000, o título que não conquistava desde 1979. No ano anterior, 1999, haviam conquistado o título de construtores, que não ganhavam desde 1983.

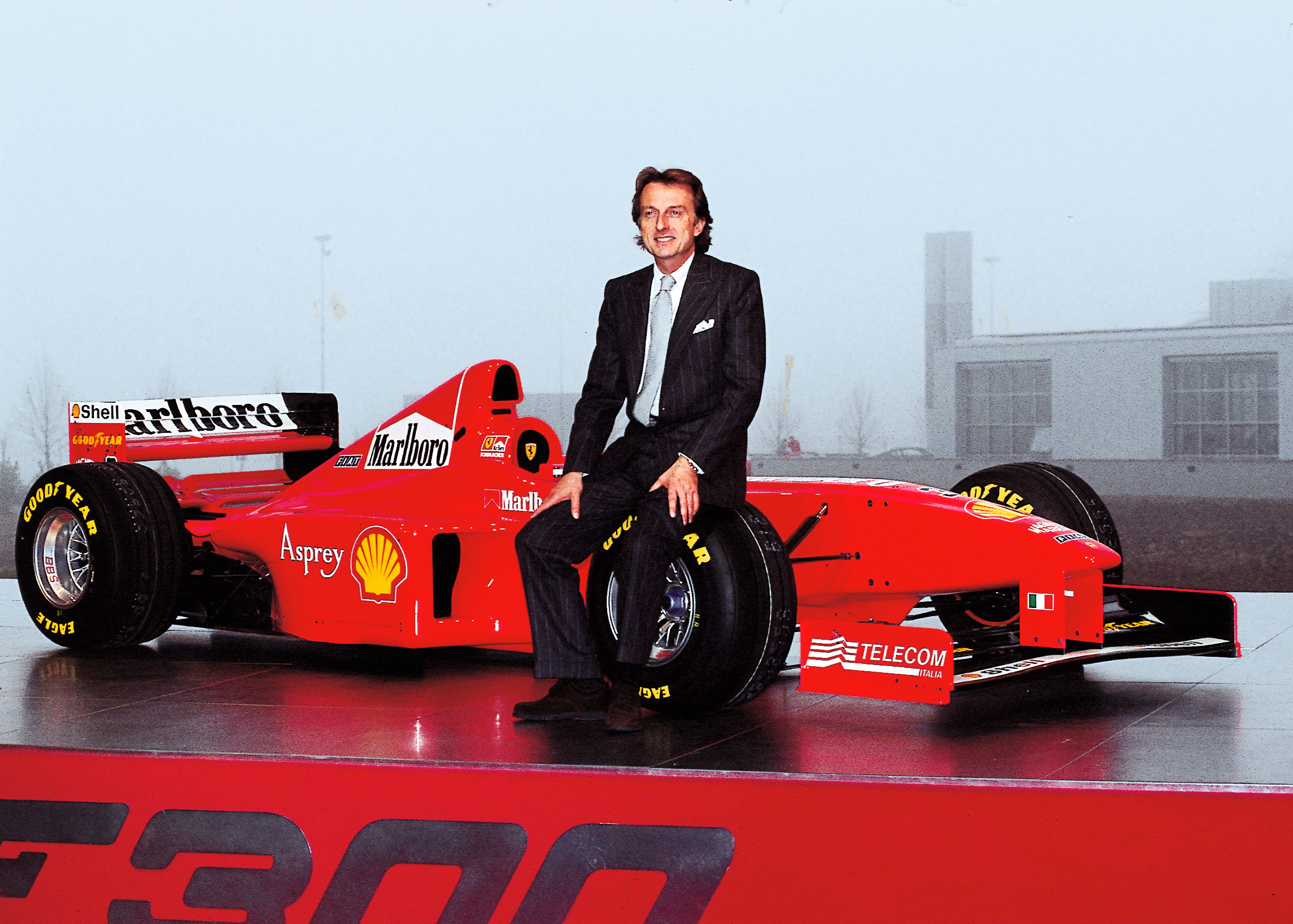

Em 27 de Maio de 2004, Montezemolo presidente da Sindicato Patronal da Indústria Italiana Confindustria. Dias depois, após a morte de Umberto Agnelli em 28 de maio, ele foi eleito presidente da FIAT. Desde 20 de Dezembro de 2004, ele é também presidente da LUISS ("Libera Università Internazionale degli Studi Sociali Guido Carli", nome italiano para "Universidade Internacional de Ciencias Sociais Guido Carli"). Ele também é vice-presidente do Bologna Football Club, time que disputa a Série A do campeonato italiano de futebol.
Constantemente Montezemolo é cotado para assumir cargos políticos, mais recentemente foi o de primeiro-ministro, sempre, porém, nega os boatos.
Quarta-Feira, 10 de setembro de 2014, Luca di Montezemolo anunciou sua saída do comando da Ferrari. Sergio Marchionne, conselheiro do grupo Fiat Chrysler, ocupará a vaga.
O anúncio foi feito pela Fiat Chrysler, grupo que controla a Ferrari. Em nota, é explicado que Montezemolo decidiu por si só deixar a liderança da Ferrari, e que sua saída oficial acontece no dia 13 de outubro, depois de uma celebração de 60 anos da marca.
Meu agradecimento, em primeiro lugar, às mulheres e homens excepcionais da fábrica, das oficinas, das pistas de corrida e dos mercados do mundo todo. Eles foram os artífices do crescimento espetacular da companhia, de suas vitórias inquestionáveis e da transformação em uma das marcas mais fortes do mundo, afirmou o dirigente.